# Comuna Jîdîciîn, Kiverți
Jîdîciîn (în ucraineană Жидичин) este o comună în raionul Kiverți, regiunea Volînia, Ucraina, formată din satele Jîdîciîn (reședința), Kulciîn și Lîpleanî.

## Demografie
Componența lingvistică a satului Jîdîciîn
     Ucraineană (98,29%)
     Rusă (1,64%)
     Alte limbi (0,07%)
Conform recensământului din 2001, majoritatea populației satului Jîdîciîn era vorbitoare de ucraineană (98,29%), existând în minoritate și vorbitori de rusă (1,64%).